# Sindaci di Colli a Volturno

## Sindaci di Colli a Volturno dal 1808 al 1965
| Periodo | Periodo | Primo cittadino       | Partito                     | Carica  | Note |
| ------- | ------- | --------------------- | --------------------------- | ------- | ---- |
| 1808    | 1810    | Emilio Iannitelli     | lista civica                | Sindaco |      |
| 1810    | 1815    | Michelangelo De Iorio | lista civica                | Sindaco |      |
| 1815    | 1820    | Giocondino De Iorio   | lista civica                | Sindaco |      |
| 1820    | 1840    | Alfonso Iannitelli    | lista civica                | Sindaco |      |
| 1840    | 1850    | Giacomo De Marco      | lista civica                | Sindaco |      |
| 1850    | 1865    | Cesare Palombo        | lista civica                | Sindaco |      |
| 1865    | 1871    | Paolo Perazzi         | lista civica                | Sindaco |      |
| 1871    | 1880    | Paolo De Rubertis     | lista civica                | Sindaco |      |
| 1880    | 1889    | Antonio De Gregorio   | lista civica                | Sindaco |      |
| 1889    | 1896    | Alfonso De Iorio      | lista civica                | Sindaco |      |
| 1896    | 1904    | Eduardo De Iorio      | lista civica                | Sindaco |      |
| 1904    | 1907    | Alessio Raddi         | lista civica                | Sindaco |      |
| 1907    | 1914    | Giuseppe Campellone   | lista civica                | Sindaco |      |
| 1914    | 1921    | Antonio Di Iorio      | lista civica                | Sindaco |      |
| 1921    | 1921    | Alessio Raddi         | lista civica                | Sindaco |      |
| 1922    | 1922    | Sabatino Bernardo     | lista civica                | Sindaco |      |
| 1923    | 1926    | Amedeo D'Amico        | Partito Nazionale Fascista  | Podestà |      |
| 1926    | 1932    | Alessandro Iannitelli | Partito Nazionale Fascista  | Podestà |      |
| 1932    | 1940    | Amedeo D'Amico        | Partito Nazionale Fascista  | Podestà |      |
| 1940    | 1945    | Eduardo De Iorio      | Democrazia Cristiana        | Sindaco |      |
| 1945    | 1946    | Ernesto Liberatore    | Democrazia Cristiana        | Sindaco |      |
| 1946    | 1950    | Ettore Visco          | Democrazia Cristiana        | Sindaco |      |
| 1950    | 1951    | Eduardo De Iorio      | Democrazia Cristiana        | Sindaco |      |
| 1951    | 1957    | Ettore Visco          | Democrazia Cristiana        | Sindaco |      |
| 1957    | 1961    | Roberto De Iorio      | Democrazia Cristiana        | Sindaco |      |
| 1961    | 1965    | Giustino Incollingo   | Partito Socialista Italiano | Sindaco |      |

## Sindaci di Colli a Volturno dal 1965 ad oggi
| Nome                     | Mandato          | Mandato          | Partito                            | Carica  |
| Nome                     | Inizio           | Fine             | Partito                            | Carica  |
| ------------------------ | ---------------- | ---------------- | ---------------------------------- | ------- |
| Vincenzo Balzamo         | 14 giugno 1965   | 14 ottobre 1969  | Partito Socialista Italiano        | Sindaco |
| Vincenzo Balzamo         | 15 ottobre 1969  | 19 novembre 1973 | Partito Socialista Italiano        | Sindaco |
| Vincenzo Campellone      | 20 novembre 1973 | 15 maggio 1978   | Democrazia Cristiana               | Sindaco |
| Vincenzo Campellone      | 16 maggio 1978   | 27 giugno 1983   | Democrazia Cristiana               | Sindaco |
| Giuliano Di Sandro       | 28 giugno 1983   | 29 maggio 1988   | Democrazia Cristiana               | Sindaco |
| Antonio Incollingo       | 30 maggio 1988   | 6 giugno 1993    | Partito Socialista Italiano        | Sindaco |
| Nicola Amodei            | 7 giugno 1993    | 27 aprile 1997   | Unità Socialista                   | Sindaco |
| Rosario Siravo           | 28 aprile 1997   | 13 maggio 2001   | Tradizione e Progresso             | Sindaco |
| Alessandro Arcaro        | 14 maggio 2001   | 29 maggio 2006   | Per Colli Equilibrio e Moderazione | Sindaco |
| Alessandro Arcaro        | 30 maggio 2006   | 15 maggio 2011   | Per Colli Equilibrio e Moderazione | Sindaco |
| Giovanni Francesco Visco | 16 maggio 2011   | 5 giugno 2016    | Equilibrio e Moderazione           | Sindaco |
| Emilio Incollingo        | 6 giugno 2016    | 4 ottobre 2021   | Equilibrio e Moderazione           | Sindaco |
| Emilio Incollingo        | 5 ottobre 2021   | in carica        | Equilibrio e Moderazione           | Sindaco |